# Chó Phú Quốc
Chó Phú Quốc là một loại chó riêng của đảo Phú Quốc, Việt Nam. Nó có đặc điểm phân biệt với các loại chó khác là các xoáy lông ở trên sống lưng. Nó là một trong ba dòng chó có xoáy lông trên lưng trên thế giới. Hai loại chó lông xoáy ở lưng còn lại là chó lông xoáy Rhodesia và chó lông xoáy Thái. Chó Phú Quốc đã có tên trong từ điển tiếng Pháp, Larousse.

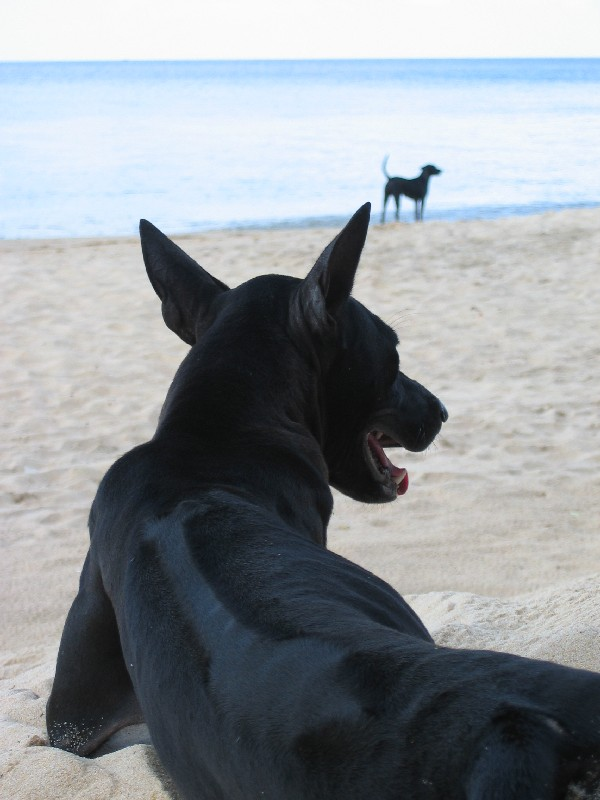
Một chú chó Phú Quốc đen

Chó Phú Quốc là một trong bốn loại chó đặc biệt của Việt Nam ("tứ đại quốc khuyển"): chó Bắc Hà, chó Phú Quốc, chó H'Mông Cộc và Dingo Đông Dương.

## Lịch sử

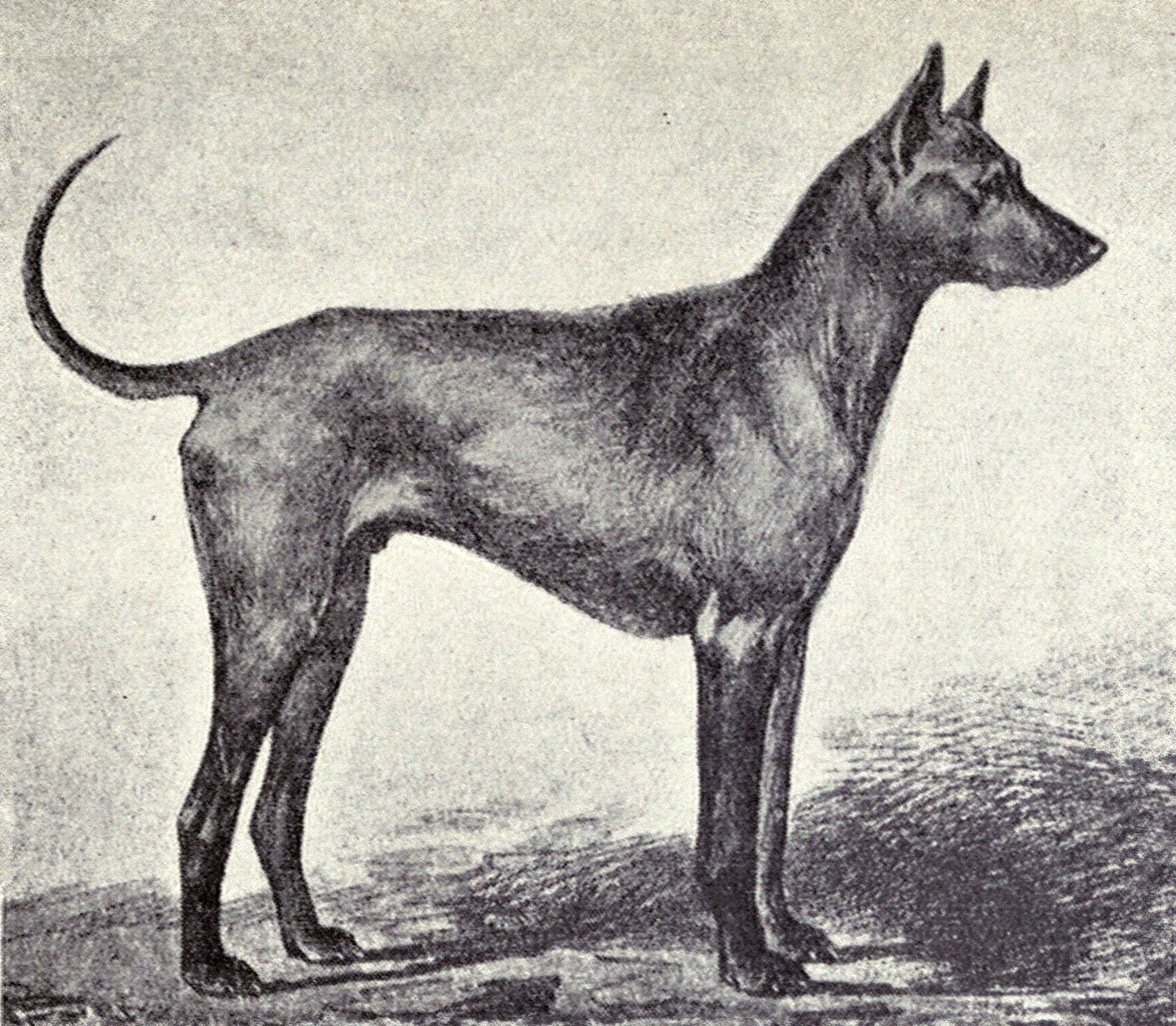
Chó Phú Quốc, năm 1915

Nguồn gốc của chó Phú Quốc hiện nay vẫn chưa được xác định. Theo một số người, chó lông xoáy Phú Quốc được bắt nguồn từ một giống chó lông xoáy của Pháp khi lạc trên hoang đảo Phú Quốc và giống chó này đã sinh sôi nảy nở ở đây thành một loại chó hoang. Theo một nguồn quảng cáo cho chó lông xoáy Thái, có vài lập luận để thuyết minh rằng chó Phú Quốc đến từ Thái Lan. Tuy nhiên các luận cứ này vẫn chưa đáng tin cậy và thiếu tính thuyết phục vì tính chính xác của nó.
Ngày 14 tháng 12 năm 2008, Hiệp hội Chó giống quốc gia Việt Nam (VKC) đã chính thức đăng ký giống chó Phú Quốc với Hiệp hội Chó giống quốc tế để được thế giới công nhận.

### Giải thưởng
Ngày 6 tháng 12 năm 2009, trong cuộc thi "Chó đẹp toàn quốc năm 2009" lần đầu tiên tổ chức tại Việt Nam. Chó Phú Quốc đã đoạt giải nhì khi so tài với nhiều giống chó khác nhau của Việt Nam và thế giới.
Ngày 5 tháng 7 năm 2011, lần đầu tiên chó Phú Quốc đã được đưa sang Paris để tham dự FCI World Dog Show 2011 - Cuộc thi chó đẹp thế giới năm 2011. Tại đây, chó Phú Quốc đã đoạt giải CACS (chứng chỉ chó đẹp cấp thế giới, có thể gọi là "Vô địch thế giới chó Phú Quốc năm 2011").

## Đặc điểm

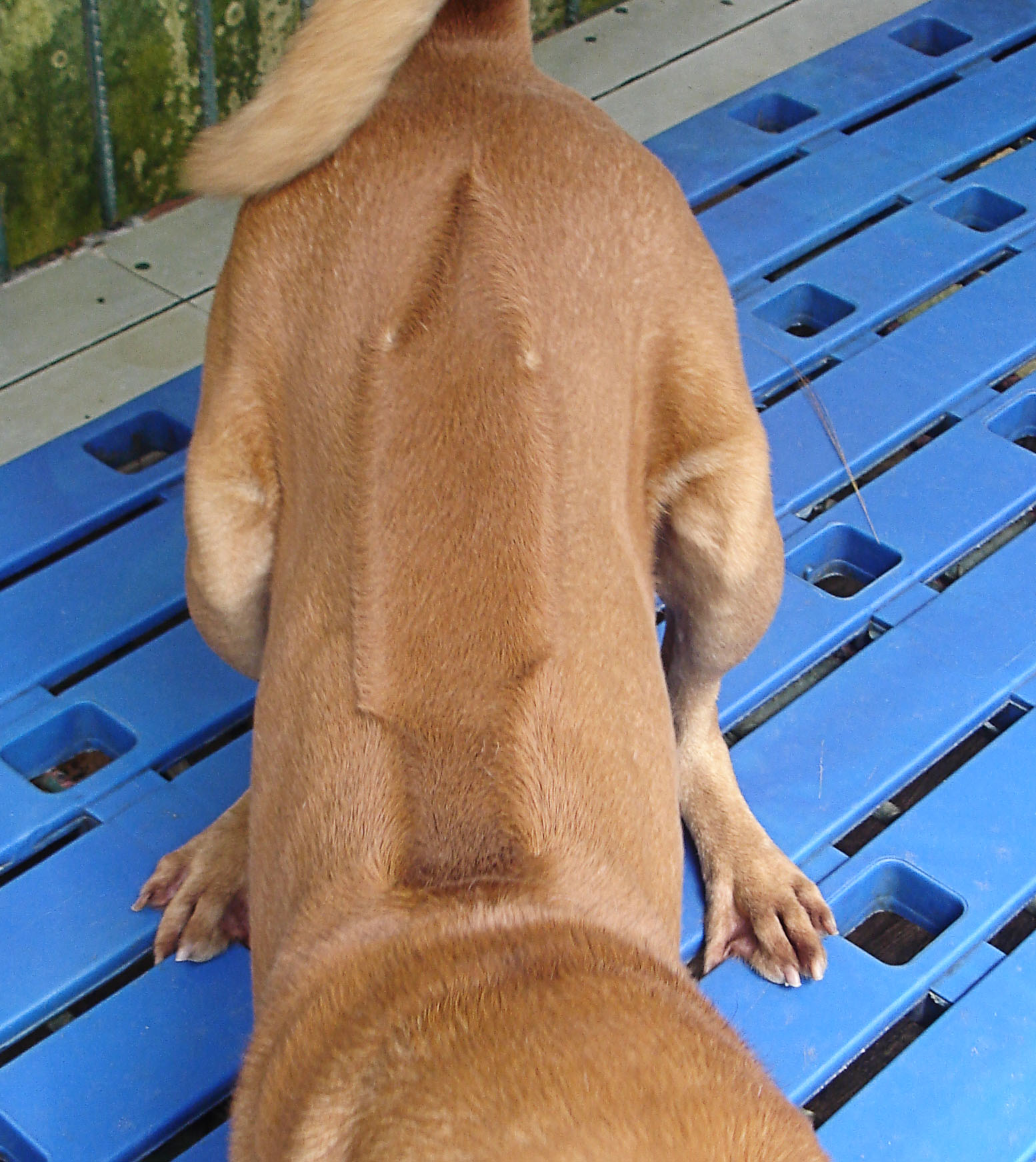
Chó Phú Quốc có xoáy trên lưng và chân có màng như chân vịt

Chó Phú Quốc có đặc điểm dễ phân biệt như lưng vòng xoáy chạy từ vai đến xương hông, dáng dũng mãnh và được nhiều người tìm kiếm, đưa về nuôi. Chúng có nhiều biệt tài so với các loài chó khác. Quân đội nhà Nguyễn đã dùng chó Phú Quốc làm quân khuyển vì chó Phú Quốc khi xác định được lãnh địa thì làm chủ hoàn toàn lãnh địa của mình. Không có bất cứ một người lạ, vật lạ nào rơi vào phạm vi lãnh địa của chúng mà chúng không phát hiện.

### Ngoại hình
Theo những cư dân lâu năm của Phú Quốc, chó Phú Quốc thuần chủng có vòng xoáy trên lưng với bốn màu cơ bản: đen, vàng và vện (sọc) và đốm (bốn mắt). Tuy nhiên, ngày nay thì màu lông đã có nhiều sự lai tạp. Chó Phú Quốc có cơ bắp săn chắc, khi trưởng thành thì con đực nặng khoảng 15–20 kg, con cái 12–18 kg. Có các đặc điểm như: chân cao, chân trước thẳng và thon, các ngón chân sát với nhau, hai ngón giữa nhô ra, ngực nở, bụng thon, chiều sâu từ lưng đến phần nhỏ nhất của bụng nhỏ hơn 2/3 so với chiều sâu từ lưng đến ức, ức sâu đến khớp xương trên của chân trước; đầu nhỏ tròn, sọ thuôn tròn, trán có nếp nhăn khi chó chú ý quan sát, phần giữa trán có vệt hơi lõm xuống theo chiều dọc; sống mũi thẳng, phần chuyển tiếp giữa sọ và sống mũi hơi gãy; mắt hình hạt hạnh nhân, hơi xếch, có viền đen quanh mắt; cổ dài, không có nếp nhăn của da thừa; mõm dài vừa phải, hình chữ V, gốc mõm to, chóp mõm nhỏ, phần phía trên của mõm thuôn tròn, nên mặt cắt có dạng hình thang; tai dài, mỏng luôn dựng lên, chó con khoảng 2,5 tháng là tai đã dựng lên; lưỡi đen hoặc có những chấm đen (không phải xanh hoặc chấm xanh). Chó biết đào hang để đẻ và có thể săn thú. Loài chó này có khả năng bơi tương tự như rái cá nhờ chân có màng như chân vịt và bộ lông cứng, mượt, không dài đều nhau, lông ở đuôi và xoáy trên lưng dài hơn ở các phần khác, lông ôm sát cơ thể (lông chỉ 0.7 – 2 cm) khá ngắn nên khi chó Phú Quốc ướt chỉ cần lắc mình vài lượt là nước sẽ bắn đi, do đó lông sẽ nhanh khô, đặc biệt nhất là thường có xoáy lông mọc ngược dọc trên lưng từ sát đuôi đến vai. Đuôi cong hình cánh cung, lông ngắn và ít, gốc đuôi nhỏ, đuôi ít khi cụp xuống, khi cong đuôi không bao giờ chạm đến sống lưng. Mông hơi xuôi, phần chuyển tiếp giữa lưng và đuôi vát dốc xuống khoảng 20 độ.

### Tính cách
Chó Phú Quốc là giống chó săn rất giỏi, chúng khi đã truy tìm thì tra đến cùng dấu vết con mồi cũng như rất ít khi bỏ cuộc. Đây là giống chó rất trung thành và thông minh, chúng tuân thủ mệnh lệnh một cách chính xác mà không tốn nhiều công huấn luyện. Một điểm khá đặc biệt là chó Phú Quốc không ăn những thức ăn "nhân tạo" (do một người khác làm hoặc không phải của chủ nó cho ăn) nên chúng rất thường khó bị mắc bẫy hoặc bị dùng thuốc độc tiêu diệt, chúng không sợ độ cao và thích leo trèo.

## Thần khuyển đại tướng quân

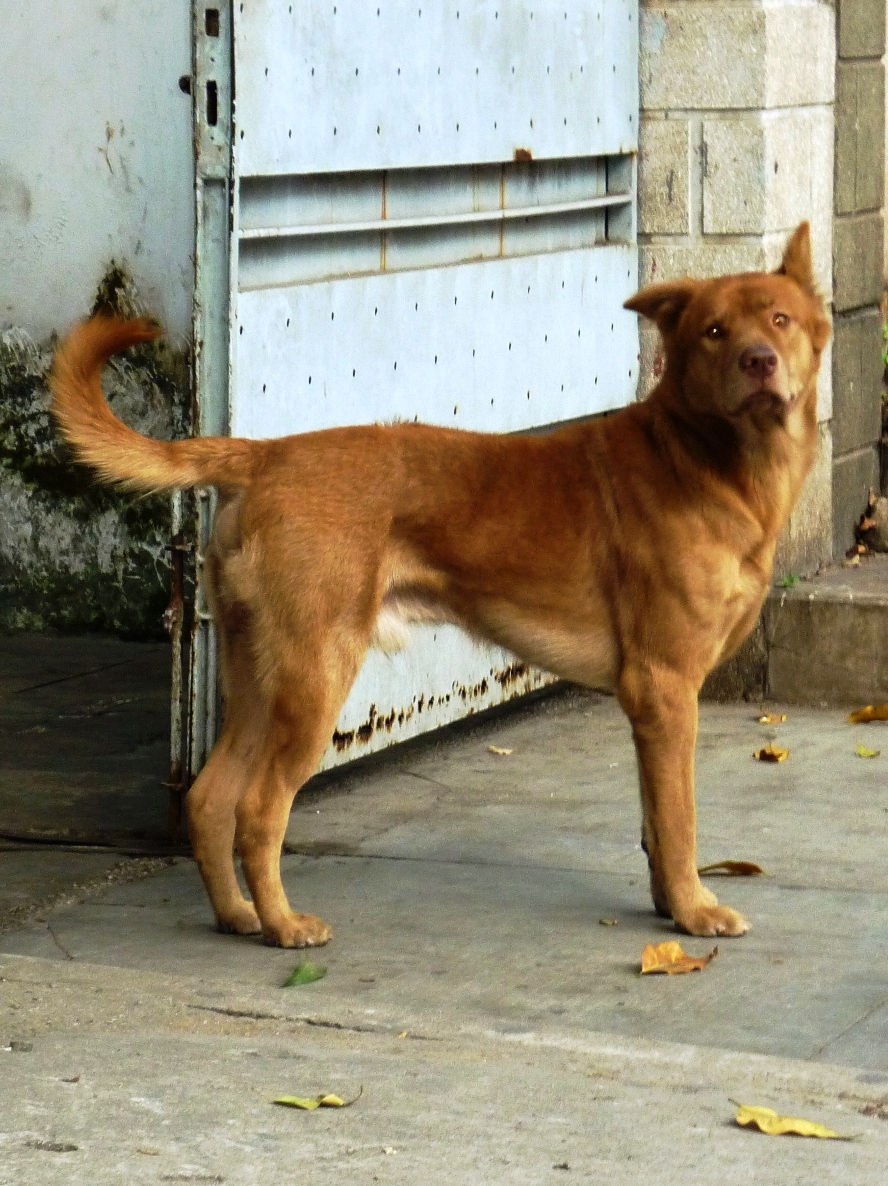
Một chú chó Phú Quốc

Trong dân gian Việt Nam, chó Phú Quốc được coi là "vương khuyển" vì trong lịch sử đã từng có bốn con chó Phú Quốc được vua Gia Long sắc phong một cách trang trọng, không kém những công thần khai quốc của nhà Nguyễn.
Bốn con chó Phú Quốc (hai đực, hai cái) được vua Gia Long nuôi và đã theo ông suốt những năm bôn tẩu. Trong sách "Nguyễn Phúc tộc đế phả tường giải đồ", cuốn sách gia truyền ghi chép và lý giải tất cả những chuyện liên quan đến hoàng tộc, đã ghi rõ về bốn con chó này, không những về chiến công mà còn mô tả kỹ càng về đặc tính của chó Phú Quốc. Các chú chó Phú Quốc này đã cứu nguy cho vua Gia Long hai lần thoát chết trước khi lên ngôi. Chúng giải vây cho ông thoát khỏi sự truy đuổi của quân Tây Sơn và bảo vệ cho ông thoát nạn.
Sau khi lên ngôi, vua Gia Long khi bình công phong thưởng cho tướng sĩ, đã không quên sắc phong cho bốn con chó Phú Quốc danh hiệu: "Cứu khổn phò nguy Tá quốc huân thần Thần khuyển đại tướng quân". Đến khi bốn con chó qua đời, ông đã cho an táng và lập miếu thờ trọng thể.

## Một số hình ảnh về chó Phú Quốc

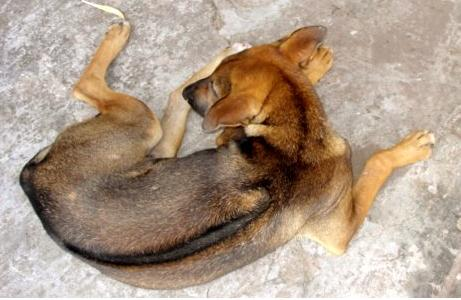
Những đặc điểm riêng biệt trên lưng của chó Phú Quốc.
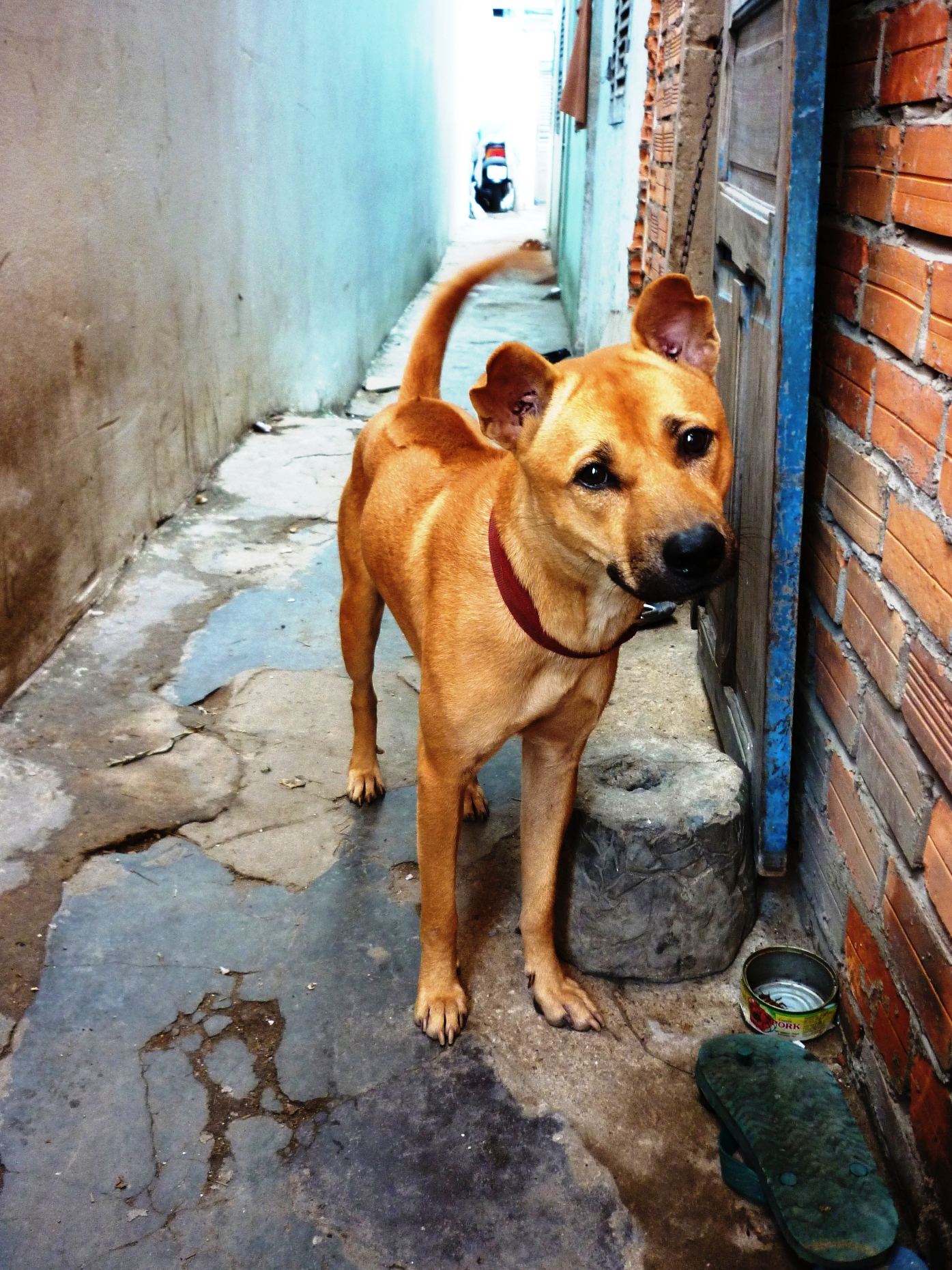
Một chú chó Phú Quốc đang canh cửa nhà.
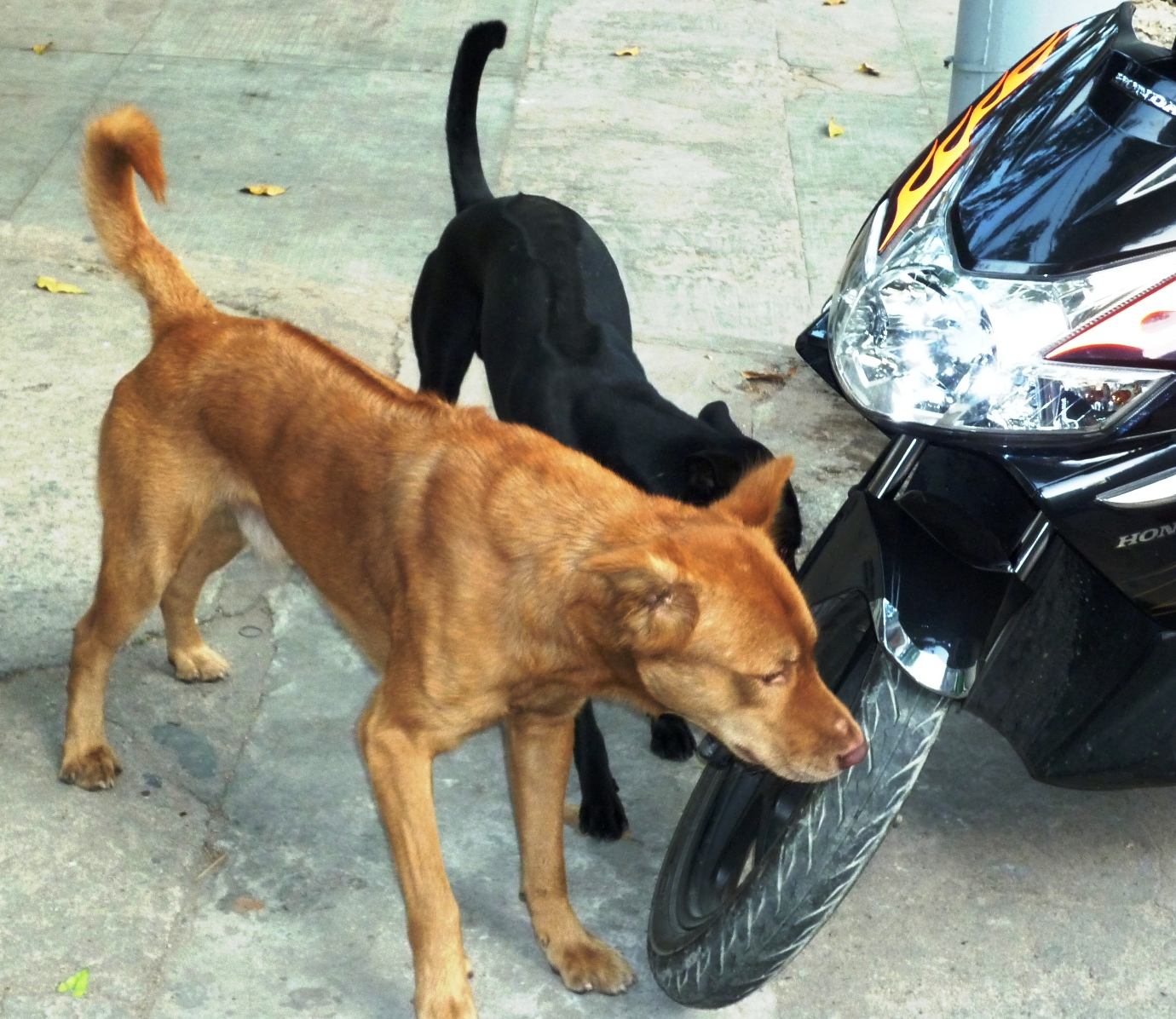
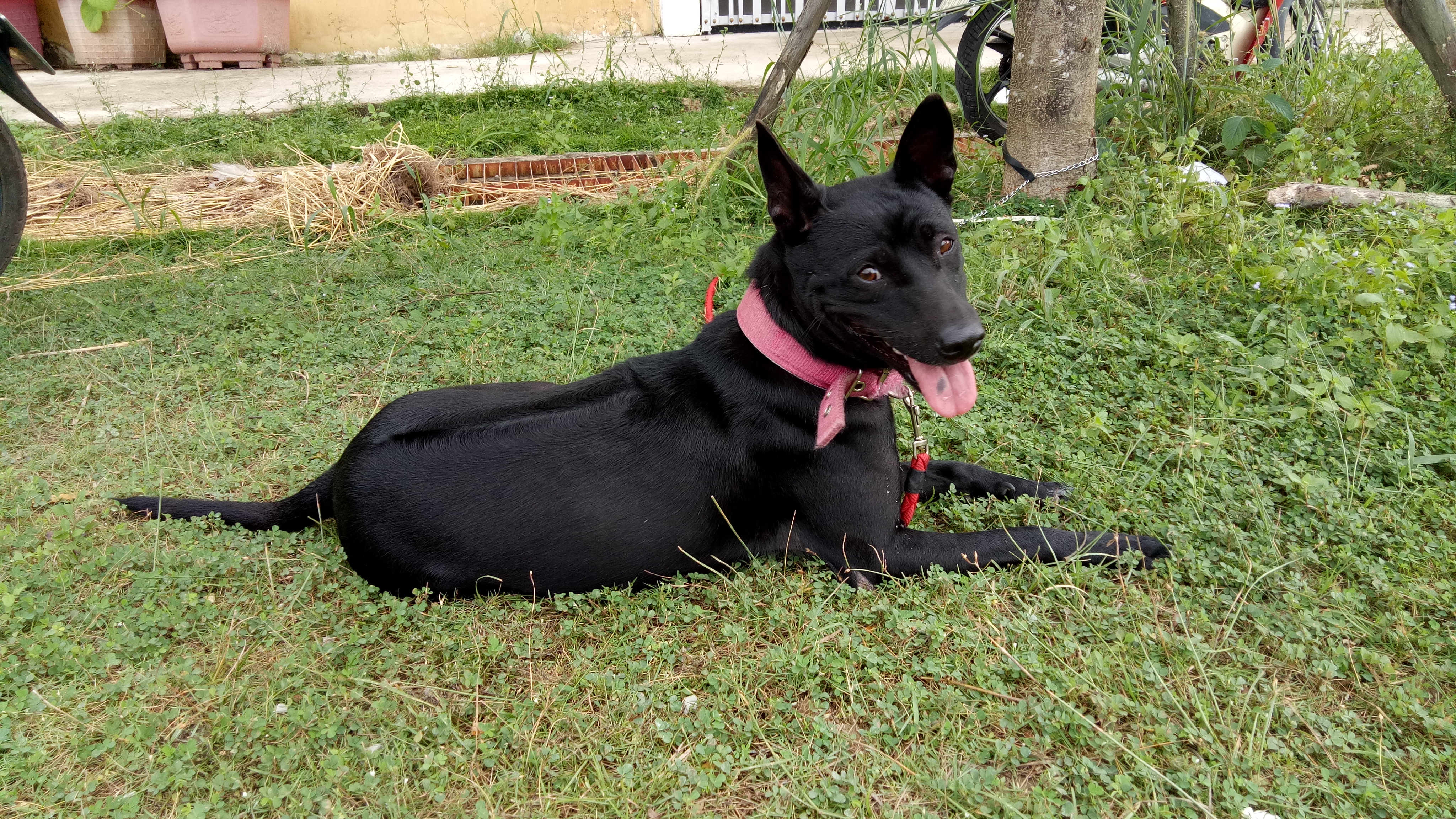